# وزارت کشاورزی فرانسه

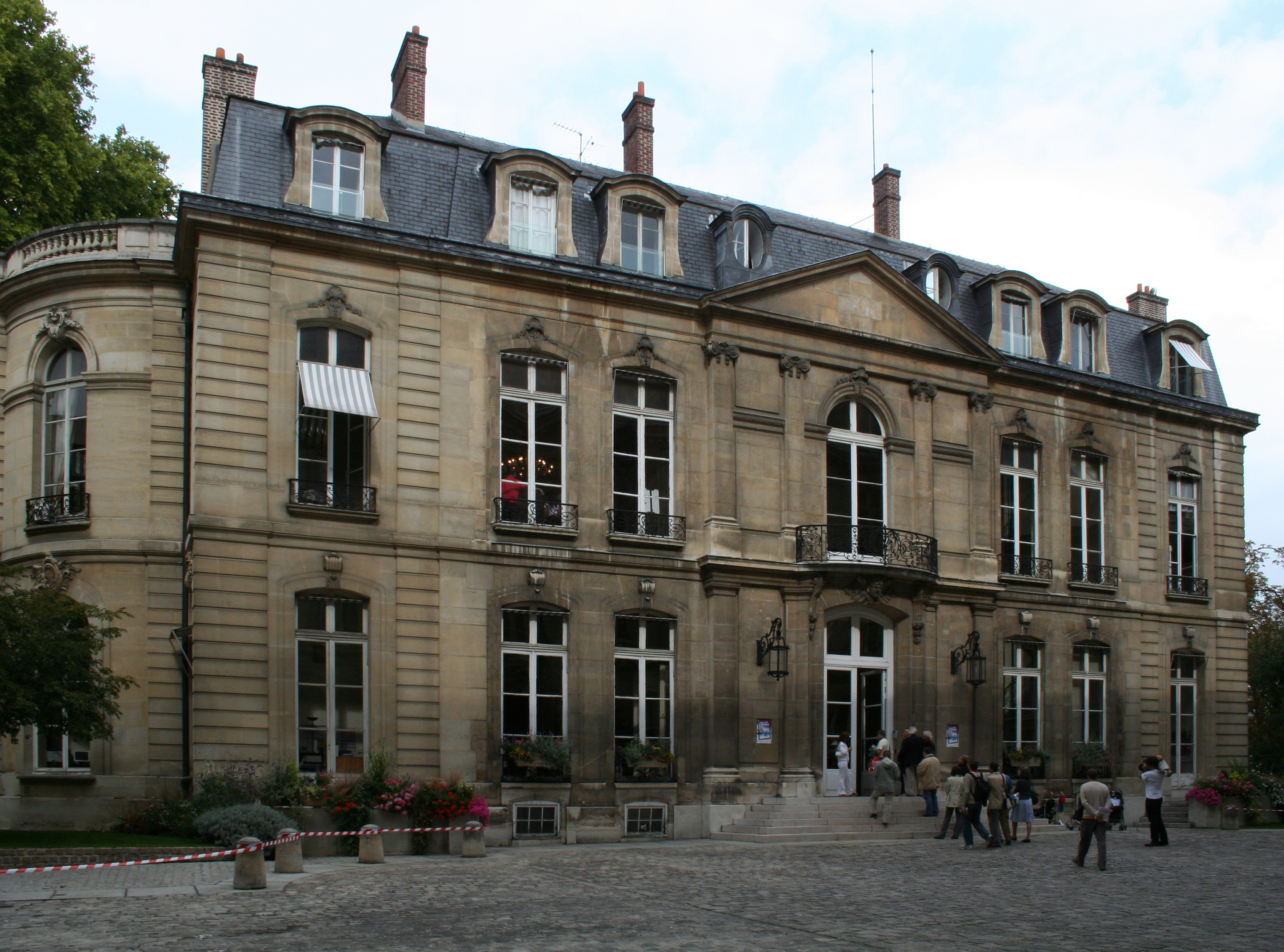
مرکز اصلی وزارت کشاورزی فرانسه

وزارت کشاورزی، فراورده‌های خوراکی کشاورزی و جنگلداری (به فرانسوی: Ministère de l'agriculture, de l'agroalimentaire et de la forêt) یکی از وزارت‌خانه‌های دولت فرانسه است که در حوزه‌های کشاورزی، غذا و جنگلداری عهده‌دار وظایفی می‌باشد.
تا پیش از ۲۱ ژوئن ۲۰۱۲ نام اصلی این وزارت‌خانه، وزارت کشاورزی، غذا، شیلات، خدمات روستایی و برنامه‌ریزی فضایی (به فرانسوی: Ministère de l'Agriculture, de l'Alimentation, de la Pêche, de la Ruralité et de l'Aménagement du territoire) بود.
وزیر کشاورزی فعلی فرانسه، استفان لو فول است.

## پیوند
- وب‌گاه رسمی (فرانسوی)